# Semiothisa ozararia
Semiothisa ozararia là một loài bướm đêm trong họ Geometridae.